# Kempston Rovers FC
Kempston Rovers FC (celým názvem: Kempston Rovers Football Club) je anglický fotbalový klub, který sídlí ve městě Kempston v nemetropolitním hrabství Bedfordshire. Založen byl v roce 1884 pod názvem Kempston Rovers RC. Od sezóny 2018/19 hraje v Southern Football League Division One Central (8. nejvyšší soutěž). Klubové barvy jsou červená, bílá a černá.
Své domácí zápasy odehrává na stadionu Hillgrounds Leisure s kapacitou 2 000 diváků.

## Historické názvy
Zdroj: 
- 1884 – Kempston Rovers RC (Kempston Rovers Rugby Club)
- 1891 – Kempston Montrose FC (Kempston Montrose Football Club)
- 1894 – Kempston AFC (Kempston Association Football Club)
- 1895 – Kempston Rovers FC (Kempston Rovers Football Club)
- 2004 – AFC Kempston Rovers (Association Football Club Kempston Rovers)
- 2016 – Kempston Rovers FC (Kempston Rovers Football Club)

## Získané trofeje
- Bedfordshire Senior Cup ( 4× )
  - 1908/09, 1937/38, 1976/77, 1991/92

## Úspěchy v domácích pohárech
Zdroj: 
- FA Cup
  - 4. předkolo: 1978/79
- FA Trophy
  - 1. předkolo: 2016/17
- FA Vase
  - 5. kolo: 1974/75, 1980/81

## Umístění v jednotlivých sezonách
Stručný přehled
Zdroj: 
- 1952–1953: South Midlands League (Premier Division)
- 1953–1956: United Counties League (Division Two)
- 1956–1961: United Counties League
- 1961–1962: United Counties League (Division Two)
- 1962–1963: United Counties League (Division One)
- 1963–1968: United Counties League (Division Two)
- 1968–1972: United Counties League (Division One)
- 1972–1983: United Counties League (Premier Division)
- 1983–1986: United Counties League (Division One)
- 1986–2003: United Counties League (Premier Division)
- 2003–2007: United Counties League (Division One)
- 2007–2008: United Counties League (Premier Division)
- 2008–2011: United Counties League (Division One)
- 2011–2016: United Counties League (Premier Division)
- 2016–2017: Southern Football League (Division One Central)
- 2017–2018: Southern Football League (Division One East)
- 2018– : Southern Football League (Division One Central)

Jednotlivé ročníky
Zdroj: 
Legenda: Z - zápasy, V - výhry, R - remízy, P - porážky, VG - vstřelené góly, OG - obdržené góly, +/- - rozdíl skóre, B - body, červené podbarvení - sestup, zelené podbarvení - postup, fialové podbarvení - reorganizace, změna skupiny či soutěže
| Sezóny  | Liga                                            | Úroveň | Z  | V  | R  | P  | VG  | OG | +/- | B  | Pozice |
| ------- | ----------------------------------------------- | ------ | -- | -- | -- | -- | --- | -- | --- | -- | ------ |
| 2009/10 | United Counties League (Division One)           | 10     | 30 | 17 | 5  | 8  | 73  | 41 | +32 | 56 | 5.     |
| 2010/11 | United Counties League (Division One)           | 10     | 32 | 23 | 4  | 5  | 104 | 23 | +81 | 73 | 1.     |
| 2011/12 | United Counties League (Premier Division)       | 9      | 40 | 16 | 9  | 15 | 72  | 72 | 0   | 57 | 10.    |
| 2012/13 | United Counties League (Premier Division)       | 9      | 40 | 10 | 8  | 22 | 56  | 85 | -29 | 38 | 17.    |
| 2013/14 | United Counties League (Premier Division)       | 9      | 36 | 11 | 11 | 14 | 67  | 86 | -19 | 44 | 12.    |
| 2014/15 | United Counties League (Premier Division)       | 9      | 40 | 20 | 6  | 14 | 76  | 55 | +21 | 63 | 8.     |
| 2015/16 | United Counties League (Premier Division)       | 9      | 42 | 28 | 13 | 1  | 111 | 31 | +80 | 97 | 1.     |
| 2016/17 | Southern Football League (Division One Central) | 8      | 42 | 21 | 10 | 11 | 82  | 61 | +21 | 73 | 6.     |
| 2017/18 | Southern Football League (Division One East)    | 8      | 42 | 21 | 10 | 11 | 80  | 68 | +12 | 73 | 7.     |
| 2018/19 | Southern Football League (Division One Central) | 8      | 38 |    |    |    |     |    |     |    |        |